# Charles Messier (homme politique)
Pour les articles homonymes, voir Messier.
À ne pas confondre avec l'astronome français Charles Messier (1730-1817).
Charles Messier, né le 6 mars 1955 à Drummondville, est un militaire, conseiller politique et homme politique québécois, député de Saint-Hyacinthe à l'Assemblée nationale du Québec sous la bannière du Parti libéral du Québec des élections générales de 1985 aux élections générales de 1994, durant lesquelles il ne se représente pas. 

## Biographie

### Jeunesse et carrière avant la politique
Charles Messier naît le 6 mars 1955 à Drummondville de l'administrateur Jean-Claude Messier et de Yolande Cardin. Il effectue ses études postsecondaires au Collège régional de Bourgchemin,. De 1972 à 1977, Messier est instructeur dans le Royal 22e Régiment. En 1973, il devient policier militaire dans les Forces armées canadiennes jusqu'en 1975. De 1975 à 1985, il est coordinateur régional à la Commission de la santé et de la sécurité du travail,. En 1984, il obtient un baccalauréat en administration des affaires de l'Université du Québec à Montréal en 1984, puis une maîtrise en administration publique à l'École nationale d'administration publique en 1992. Toujours à l'ENAP, il obtient son diplôme de deuxième cycle en administration internationale en 1996.

### Carrière politique
Charles Messier est élu à l'Assemblée nationale du Québec à la suite des élections de 1985 dans la circonscription de Saint-Hyacinthe sous la bannière du Parti libéral. Il bat le député péquiste sortant Maurice Dupré avec une marge de 500 voix. Aux élections de 1989, il fait face à l'industriel Laurent Denis du Parti québécois. La campagne libérale est caractérisée par la visite du premier ministre Robert Bourassa avec Messier dans la ville pour présenter le nouveau plan agricole libéral. Cependant, le premier ministre a peu parlé de Messier, et en a plutôt profiter pour faire l'éloge du Ministre de l'Agriculture Michel Pagé, et les péquistes en ont profité pour mettre en vogue leur candidat Denis. Messier garde finalement sont siège avec 3 000 voix sur son adversaire principal,. En tant que député, il assiste à la canonisation de la religieuse Marguerite d'Youville, pionnière de l'Église catholique au Canada, effectuée à Rome par le pape Jean-Paul II le 9 décembre 1990. Le 20 décembre 1993, Messier annonce son retrait de la vie politique et reste en poste jusqu'aux élections de 1994, optant plutôt pour une carrière de fonctionnaire,. Les élections de 1994 voient le libéral Gabriel Michaud affronter le péquiste Léandre Dion, qui remporte le siège.

### Après la vie politique
De 1994 à 1999, Charles Messier est conseiller économique au ministère des Relations avec les citoyens et de l'Immigration et agit en tant qu'expert en élections au Cambodge, en Bosnie, en Haïti, au Kosovo et en Ukraine. De 1999 à 2004, il est conseiller en Affaires civiles auprès de l'ONU au Kosovo. De juin 2004 à 2012, année de sa retraite, il occupe plusieurs dans la mission des Nations unies en Haïti pour la stabilisation du pays.
Il est membre à vie de la Corporation du Temple de la renommée de l'agriculture du Québec. Il est aussi membre de la Chambre de commerce de la grande région de Saint-Hyacinthe, du Club optimiste (en) de Saint-Hyacinthe, du Club maskoutain à Saint-Hyacinthe et des Chevaliers de Colomb.

## Résultats électoraux
|                                                                                               | Nom                       | Parti           | Nombre de voix | %      | Maj.  |
| --------------------------------------------------------------------------------------------- | ------------------------- | --------------- | -------------- | ------ | ----- |
|                                                                                               | Charles Messier (sortant) | Libéral         | 17 306         | 53 %   | 3 350 |
|                                                                                               | Laurent Denis             | Parti québécois | 13 956         | 42,8 % | -     |
|                                                                                               | Marie-Paule Chevrette     | NPD Québec      | 1 381          | 4,2 %  | -     |
| Total                                                                                         | Total                     | Total           | 32 643         | 100 %  |       |
| Le taux de participation lors de l'élection était de 77,8 % et 989 bulletins ont été rejetés. |                           |                 |                |        |       |

|                                                                                               | Nom                     | Parti                     | Nombre de voix | %      | Maj. |
| --------------------------------------------------------------------------------------------- | ----------------------- | ------------------------- | -------------- | ------ | ---- |
|                                                                                               | Charles Messier         | Libéral                   | 15 382         | 48,7 % | 523  |
|                                                                                               | Maurice Dupré (sortant) | Parti québécois           | 14 859         | 47,1 % | -    |
|                                                                                               | Roland Morin            | NPD Québec                | 709            | 2,2 %  | -    |
|                                                                                               | André Hudon             | Progressiste conservateur | 501            | 1,6 %  | -    |
|                                                                                               | Michel Audet            | Socialisme chrétien       | 107            | 0,3 %  | -    |
| Total                                                                                         | Total                   | Total                     | 31 558         | 100 %  |      |
| Le taux de participation lors de l'élection était de 78,2 % et 562 bulletins ont été rejetés. |                         |                           |                |        |      |

## Distinctions
Il est récipiendaire de la Médaille commémorative du 125e anniversaire de la Confédération du Canada (en) en 1992 et la Médaille canadienne du maintien de la paix (en) (MCMP) en 2004.